# Vimman (1952)
Vimman var en svensk rundtursbåt, som byggdes 1952 av Säffle Båtbyggeri AB i Säffle för Curt-Åke Wahlin i Norrköping. Hon gick i sightseeingtrafik i Motala ström och Bråviken med Curt-Åke Wahlin som skeppare sommartid fram till 1966, då hon såldes till Bror Husell i Mariehamn på Åland och omdöptes till Bris. År 1968 såldes båten till en annan privatperson I Mariehamn.
År 1987 köptes hon av Bo Fernlund i Ängby båtklubb i Stockholm för att bli fritidsbåt.